# فرانك فونتين
فرانك فونتين (بالإنجليزية: Frank Fontaine)‏ هو مغني وممثل أمريكي، ولد في 19 أبريل 1920 في الولايات المتحدة، وتوفي بنفس المكان في 4 أغسطس 1978 بسبب نوبة قلبية.

## أعمال

### أفلام
- (1951) ها قد أتى العروس

## وصلات خارجية
- فرانك فونتين على موقع IMDb (الإنجليزية)
- فرانك فونتين على موقع ميوزك برينز (الإنجليزية)
- فرانك فونتين على موقع ميوزك برينز (الإنجليزية)
- فرانك فونتين على موقع أول موفي (الإنجليزية)
- فرانك فونتين على موقع قاعدة بيانات الأفلام السويدية (السويدية)
- فرانك فونتين على موقع إن إن دي بي (الإنجليزية)
- فرانك فونتين على موقع قاعدة بيانات الفيلم (الإنجليزية)
- فرانك فونتين على موقع كينوبويسك (الروسية)